# 哈瓦洛亚斯
哈瓦洛亚斯，是西班牙阿拉贡自治区特鲁埃尔省的一个市镇。总面积62平方公里，总人口84人（2001年），人口密度1人/平方公里。